# Złożenie do grobu (obraz Caravaggia)
Złożenie do grobu – obraz włoskiego malarza barokowego Caravaggia, zamówiony przez Alessandro Vittrice z przeznaczeniem do kaplicy Opłakiwania w kościele filipinów Santa Maria in Vallicella (Chiesa Nuova) w Rzymie. Obraz znajduje się obecnie w Pinakotece Watykańskiej, natomiast w kaplicy zawieszono jego kopię.

## Opis obrazu
Dzieło Caravaggia cechuje typowe dla artysty ciemne tło pozbawione jakichkolwiek szczegółów. Jest to celowy zabieg twórcy, służący temu, by nic nie odwracało uwagi widza od tytułowej sceny złożenia ciała martwego Chrystusa w grobie. Kompozycja obrazu jest zamknięta, głowy przedstawionych postaci tworzą półelipsę, która podkreśla dynamikę całości przedstawienia.
Pierwszoplanowe ciało Jezusa jest bezwładne, zdaje się być w ruchu i wysuwać się z rąk niosących je mężczyzn. Jego twarz wyraża spokój, opuszczona prawa ręka dotyka płyty grobu, a nogi są zgięte w kolanach i uniesione powyżej tułowia. Chrystus pozbawiony jest jakichkolwiek oznak boskości, jedynie wyidealizowane ciało, skąpo okryte białą tkaniną i oświetlone jaskrawym, bocznym światłem, wyodrębnia go z grupy zwykłych ludzi.
Na obrazie Caravaggio przedstawił sześć postaci. Ciało Zbawiciela unoszą św. Jan Apostoł i św. Nikodem, za nimi stoją trzy Marie, Matka Boża, Maria Kleofasowa i Maria Magdalena. Mężczyźni są schyleni i znajdują się w niewygodnych pozycjach. Ich twarze wyrażają wysiłek, szaty są nierównomiernie pofałdowane i w nieładzie. Matka Boża i Maria Magdalena mają schylone głowy i pogrążone są w smutku. Stojąca za nimi Maria Kleofasowa gwałtownie w geście rozpaczy unosi otwarte ręce do góry.
Głębię i przestrzenność sceny podkreślają dwa kolejne elementy obrazu; kamienna płyta, na której stoi przedstawiana grupa skierowana jest w stronę obserwatora. Jej ostry, ukośnie ułożony narożnik zdaje się wystawać z powierzchni płótna i wkraczać w przestrzeń przed nim. Podobny efekt wywołuje ukazany w skrócie perspektywicznym łokieć św. Nikodema.
Monumentalne i pełne ekspresji dzieło Caravaggia zostało dobrze przyjęte przez współczesnych, nawet krytycznie nastawieni do malarza Giovanni Baglione i Gian Pietro Bellori podziwiali jego pracę. Złożenie do grobu kopiował m.in. Rubens, choć w swoim dziele pominął postać Marii Kleofasowej.

## Symbolika i odniesienia

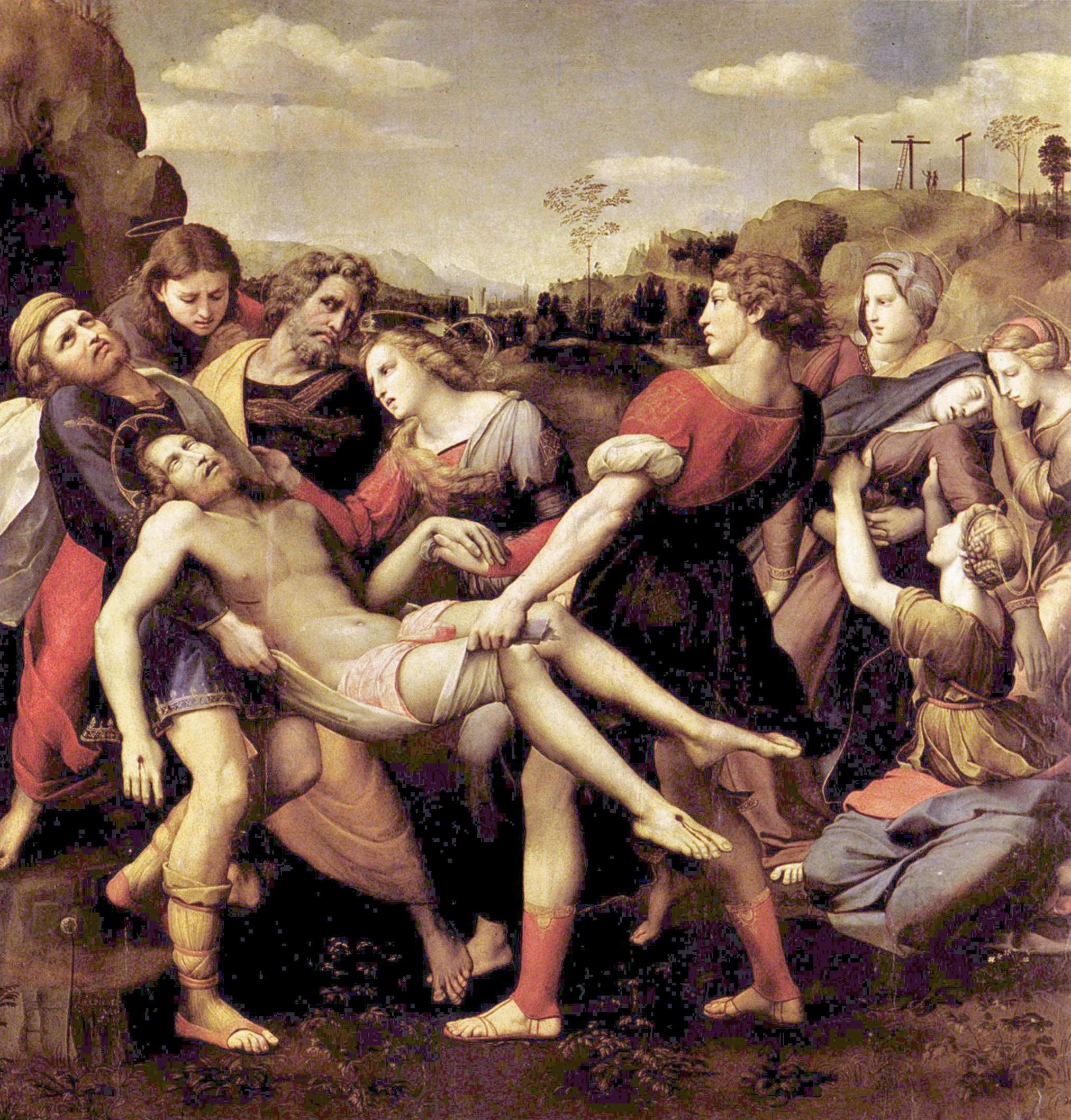
Rafael Santi, Złożenie do grobu, 1507

Caravaggio znał zapewne obraz Rafaela o tym samym tytule, oba zawierają podobne elementy takie jak ułożenie ciała Chrystusa trzymanego przez dwóch mężczyzn. Krytycy zwracają uwagę na wspólne podobieństwo tych obrazów do Piety Michała Anioła. Gest Marii Magdaleny, wyrażający bezgraniczny ból i rozpacz, spotykany jest u innych twórców m.in. na rycinach Mantegni i obrazach Perugino. Opuszczona ręka Chrystusa przypomina gest Boga Ojca stwarzającego Adama z fresku w Kaplicy Sykstyńskiej, jednak dłoń Boga skierowana jest tym razem w ciemną otchłań grobu i tym samym stanowi klamrę łączącą Stworzenie ze Zbawieniem.
W filmie Caravaggio Dereka Jarmana w finałowej scenie przedstawiającej śmierć malarza, artysta został ukazany w pozie Jezusa z obrazu Złożenie do grobu.